# わかれうた
「わかれうた」は、中島みゆきの楽曲で、5枚目のシングル。1977年9月10日にキャニオン・レコードよりリリース。累計売上はミリオンセラーに達した。

## 解説
今作で、自身初のオリコンシングルチャート1位を獲得した。1978年10月時点でフォークソングのシングルとしてオリコン調べで歴代8位、72万枚の売り上げ。この後中島は、オリコンにおいて4つの年代に渡ってシングルチャート1位を獲得することになる。
ヒットしていた当時、フジテレビ『夜のヒットスタジオ』に同曲でテレビ出演。『アザミ嬢のララバイ』と本作を披露した。その際の姿は黒いドレスに裸足でアコースティック・ギターという出で立ちであった。1978年1月19日放送開始のTBSテレビ『ザ・ベストテン』第1回の放映で4位にランクインしたが、同番組への出演は一切拒否していた。ちなみに3位は、桜田淳子に楽曲提供した「しあわせ芝居」だった。『第19回日本レコード大賞』にもノミネートされたが、大賞には選ばれなかった（この回の日本レコード大賞のパンフレットによれば、第一次審査の大賞候補25曲には選ばれたものの「大賞候補曲ベスト10」からは外れている）。
2022年11月28日にこのシングルは、ヤマハミュージックコミュニケーションズにより、ジャケット画像は7インチシングル盤でデジタル・ダウンロード配信された。

## 収録曲
- 全作詞・作曲：中島みゆき

1. わかれうた
編曲：福井崚・吉野金次
2. ホームにて
編曲：福井崚

## メディアでの使用
| # | 曲名           | タイアップ                                                              | 出典  |
| - | -------------- | ----------------------------------------------------------------------- | ----- |
| 1 | 「わかれうた」 | 短編映画『わかれうた』劇中歌                                            | [ 6 ] |
| 3 | 「ホームにて」 | フジテレビ系ドラマ『北の国から』第3話挿入歌                             |       |
| 3 | 「ホームにて」 | JR東日本「ふるさと行きの乗車券」CMソング                                |       |
| 3 | 「ホームにて」 | TBSラジオ「安住紳一郎の日曜天国」年末の放送で流す事が恒例となっている。 |       |

## カバー
わかれうた
- 研ナオコ（1978年のアルバム『NAOKO VS MIYUKI (研ナオコ、中島みゆきを唄う)』に収録）
- 斉藤慶子（1982年のアルバム『慶子、もの想い･･･』に収録）
- 柏原芳恵（1983年のアルバム『春なのに』に収録）
- Mi-Ke（1992年のアルバム『忘れじのフォーク・白い2白いサンゴ礁』に収録）
- 伍代夏子（1994年のアルバム『伍代夏子ヒット全曲集'95 〜夏子の恋〜』に収録、2008年のコンピレーションアルバム『エンカのチカラ -SONG IS LIFE 70's-』に収録）
- 高山厳（2000年のアルバム『スーパーベスト』に収録）
- 徳永英明（2007年のアルバム『VOCALIST 3』に収録）
- 加藤登紀子（2008年のアルバム『SONGS うたが街に流れていた』に収録）
- 庄野真代（2008年のアルバム『Reminiscence』に収録）
- 平井堅&草野マサムネ（2009年のアルバム『Ken's Bar II』に収録）
- 布施明（2009年のアルバム『Ballade II』に収録）
- 桑田佳祐（2013年開催の「Act Against AIDS 2013 昭和八十八年度! 第二回ひとり紅白歌合戦」。2014年3月12日発売の同名のBD/DVDに収録）
- 門倉有希（2015年のシングル『気まぐれ女の恋心』に収録）
- 荒牧陽子（2019年のアルバム『リスペクト！～私が昭和を歌ったらこんな感じ！～』に収録）
- 坂本冬美（2021年のアルバム『Love Emotion』に収録）

ホームにて
- 門倉有希（2004年のアルバム『プリズムIV 〜J-リバイバル〜』に収録）
- MARICO（2012年のアルバム『サンサーラ』に収録）
- 高畑充希 feat. KOBUDO -古武道-（2015年1月4日放送MBS・TBS系『新春ドラマ特別企画 わが家』主題歌）
- 矢野まき (2016年 「歌縁」 -中島みゆき RESPECT LIVE 2015- に収録)
- 半﨑美子（2020年のアルバム『うた弁 COVER』に収録）